# Henrik 1. af Frankrig
Henrik 1. (fransk: Henri Ier) (før 17. maj ca. 1008 – 4. august 1060 i Vitry-aux-Loges ved Orléans) var konge af Frankrig fra 1031 til 1060.

## Liv
Henrik 1. var den anden søn af kong Robert 2. af Frankrig og dennes tredje hustru, Constance af Provence. Fra 1017 til 1032 var han hertug af Burgund og blev som sådan tituleret Henrik 2. af Burgund. Da storebroderen, Hugo, døde i 1025, blev Henrik den 14. maj 1027 kronet som konge i Reims og blev sin faders medregent. Efter faderens død besteg han tronen som enehersker mod både moderens og rigets mægtige vasallers vilje. Disse parter havde foretrukket hans lillebror Robert (1011-76). Trods denne modstand lykkedes det Henrik at få støtte fra sin svigerfader, kejser Konrad 2., og fra hertugen af Normandiet, Robert den Prægtige. Til gengæld måtte han overdrage hertugdømmet Burgund til broderen. 
I de første år af sin regeringstid måtte Henrik sætte sig til værge mod den magtfulde grev Odo af Blois og Champagne. Som nevø af kong Rudolf 3. af Burgund, der var død barnløs den 2. februar 1032, gjorde Odo krav på herredømmet over Burgund. Det fik Henrik forpurret, idet han i 1033 kom til en forståelse med kejser Konrad i Deville ved Maas. Konrad havde nemlig selv siden 1006 gjort et arvekrav på den burgundiske krone. Nu og på baggrund af aftalen med Henrik kunne Konrad fordrive Odo fra Burgund, selv tage imod adelens hyldning og integrere kongeriget Burgund i det Tysk-romerske kejserriges magtområde.
Som formynder for Robert den Prægtiges søn, Vilhelm, der som mindreårig fulgte sin far som hertug af Normandiet i 1035, hjalp han ham i kampen mod sine vasaller og sikrede ham hertugdømmet i 1047 ved et afgørende slag i Caen. Senere kom Henrik selv i strid med Wilhelm, da Vilhelm blev Henrik for magtfuld. Vilhelm vandt over Henrik i 1054 ved slaget i Mortemer og igen fire år senere i slaget ved Varaville. Vilhelm fik i England tilnavnet Erobreren.
Henriks regeringstid var en lang række blodige kampe. Han tabte Burgund, og det lykkedes ham kun at vinde Sénonais. I denne vanskelige tid proklamerede de franske biskopper først Gudsfred (la.: pax dei)og senere Guds våbenhvile (la.: treuga dei). Disse begreber blev skabt som tilføjelser til kirkefreden ved synoden i Charroux i departementet Vienne, i 898 af den tidlige middelalders bods- og reformbevægelse.
Henrik blev gravlagt i Saint-Denis Basilika (fr.: Basilique de Saint-Denis). Hans ældste søn, Filip, fulgte ham på tronen. Indtil 1067 under delt formynderskab af sin mor, Anna, og sin onkel Balduin 5. af Flandern (gift med Filips faster, Adèle af Frankrig).

## Ægteskab og efterkommere
Henrik var forlovet med Mathilde af Franken (ca. 1027-34), der var datter af kejser Konrad 2. I 1034 blev han gift med Mathilde af Friesland (ca. 1025-44), (død i barselseng), der var datter af markgreve Liudolf af Friesland.
Den 19. maj 1051 blev han gift med Anna af Kiev (ca. 1030-1089), der var datter af storfyrsten af Kiev, Jaroslav den vise og Ingegjerd Olofsdatter (født som svensk prinsesse.)

### Børn
Med Anna fik han følgende børn:
- Filip (1053-1108), i 1059 konge og medregent, 1060 konge af Frankrig
- Robert (ca.1054-ca. 1065)
- Emma (1055-1109)
- Hugo (1057-1102), 1087 greve af Vermandois